# Radostná pod Kozákovem
Radostná pod Kozákovem település Csehországban, Semilyi járásban. Radostná pod Kozákovem Mírová pod Kozákovem, Tatobity, Rovensko pod Troskami, Karlovice és Chuchelna településekkel határos. Lakosainak száma 444 fő (2024. január 1.).

## Népesség
A település lakosságának változását az alábbi diagram mutatja:
| Lakosok száma | 738  | 858  | 719  | 525  | 431  | 352  | 445  | 440  | 447  | 444  |
|               | 1869 | 1890 | 1921 | 1950 | 1980 | 2001 | 2017 | 2019 | 2022 | 2024 |